# Aeropuerto Internacional de Nadi
El Aeropuerto internacional de Nadi (IATA: NAN, OACI: NFFN) (del inglés: Nadi International Airport) es la entrada internacional principal para las islas Fiyi. Sirve a cerca de 1,2 millones de personas de por año. Es también el hub de las operaciones de Fiji Airways.

## Historia
La pista original fue construida por Nueva Zelanda en 1939. Pagadas por la autoridad colonial británica y usadas por las fuerzas armadas de Estados Unidos cuando comenzó la guerra del Pacífico en 1941, con la designación de USAAF Nandi [sic]. Al principio de la guerra, los estadounidenses operaban bombarderos Boeing B-17 Flying Fortress desde Nadi contra los objetivos japoneses en Filipinas e Islas Salomón. Después, en 1943, el Regimiento n.º 42 de bombarderos empezó a utilizar los B-25.
El 20 de diciembre de 1946, una vez finalizada la guerra, el Aeropuerto de Nadi quedó en control de Nueva Zelanda, y la Autoridad de Aviación Civil de Nueva Zelanda inició sus operaciones desde este en 1947. Lograda la independencia en 1970, el gobierno de Fiyi empezó a tener control en la organización del aeropuerto, hasta que finalmente en 1979 su manejo fue total.
La primera pista de aterrizaje se construyó en 1946 a un costo de 46 500 £. Tenía 2133 m de largo por 45,72 de ancho. Antes, como ahora, Fiyi fue el cruce del Pacífico, y en esos días era mucho más importante como punto de reabastecimiento de combustible. Desde entonces, al punto de descenso se le agregaron palmeras y otros árboles para darle sombrío al camino que lo conecta con el terminal. Actualmente, se está construyendo una nueva estructura de concreto ya que el punto de descenso se ha incrementado con los años, hay aviones más grandes y en mayor número que aterrizan en Nadi. Entre los años 1940 y 1950, el nombre oficial del aeropuerto era Colonia de Fiyi: Aeropuerto de Nadi, sin embargo, los registros internacionales siguen llamándolo incorrectamente como Nandi.
Nadi fue escogido como el principal aeropuerto de Fiyi, principalmente por su localización, en la seca costa oeste de Viti Levu. En la primera mitad de los 1960, este fue un punto clave para el tránsito de pasajeros desde el Aeropuerto Whenuapai de Auckland (Nueva Zelanda), del cual solo salían aeronaves de turbinas de pistones, hasta la llegada de los nuevos DC-8 y del Boeing 707 desde EE. UU. y Europa. Al mismo tiempo, Nueva Zelanda controlaba el mayor Servicio de Información de Vuelos (FIS por su sigla en inglés), el cual cubre 10 360 000 km², todos manejados desde Nadi.

## Operaciones

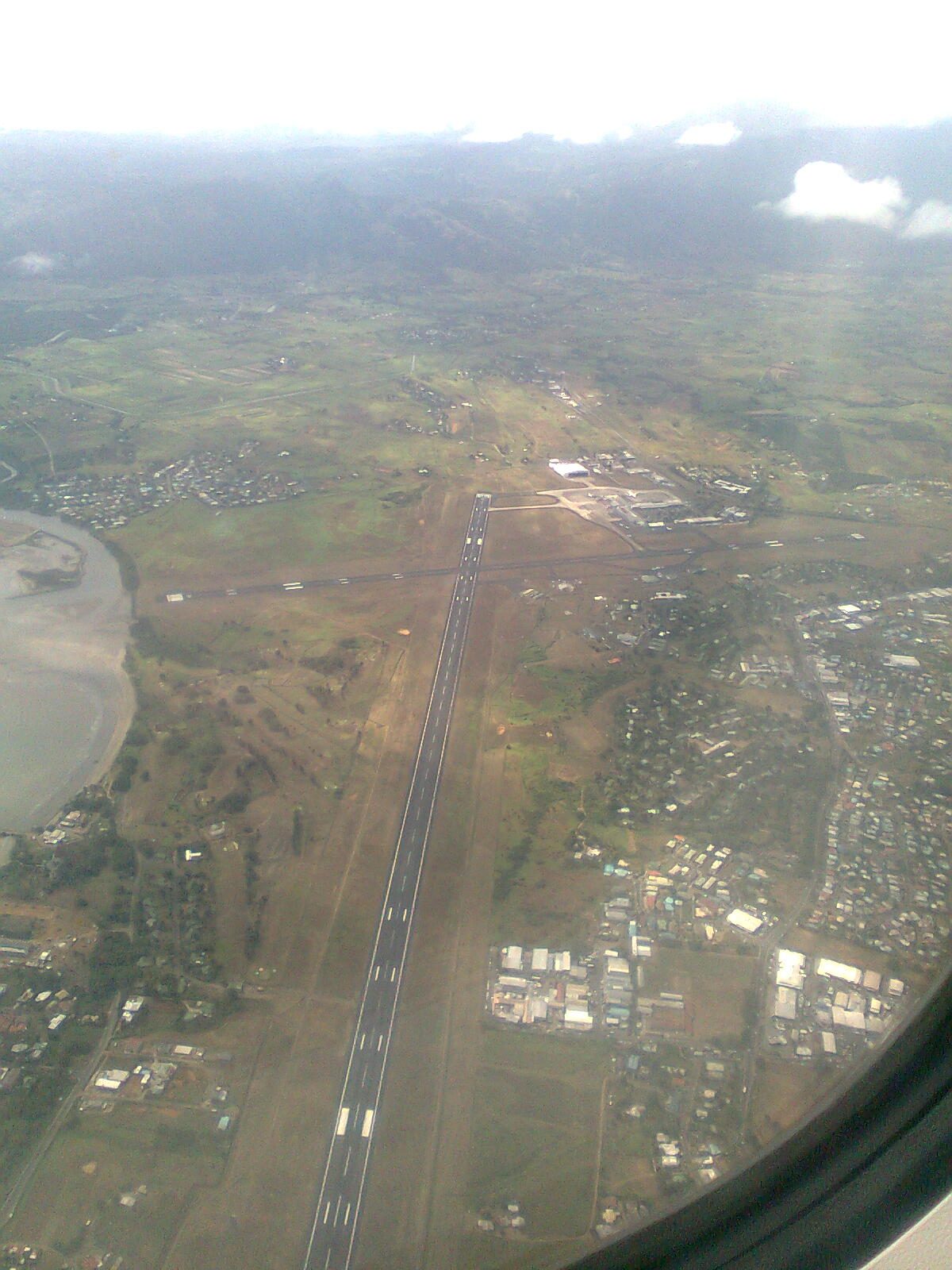
Vista aérea del Aeropuerto Internacional de Nadi.

Tanto los despegues como los aterrizajes se hacen en sentido norte-sur, ya que al norte de la pista se haya Sabeto Range. Si bien, si las condiciones meteorológicas lo obligan, hay una gran área de giro, apropiada para Boeing 747 a la izquierda de la pista 02, que permiten el funcionamiento en sentido sur-norte. En 2008, un Airbus A380 de Quantas, debió aterrizar de emergencia y desembarcar a un pasajero enfermo, en un momento en el cual el aeropuerto aún no estaba certificado, mostrando que Nadi tenía la capacidad necesaria para recibir grandes aviones de pasajeros.
Actualmente, la mayor concentración de hoteles en Fiyi se ha desarrollado cerca del aeropuerto y, con el auge del turismo en 1960, los resorts en las cercanas Islas Mamanuca, concentraron en Nadi la industria turística. 
También es una base operacional para Air Pacific, la cual llega a 6 aeropuertos en todo el suroeste del Pacífico y más para la periferia. Aún hay remanentes del gran FIS, como el que la Torre de Nadi ayude al Aeropuerto Fua'amotu de Tonga cuando su torre no puede funcionar.

## Aerolíneas y destinos

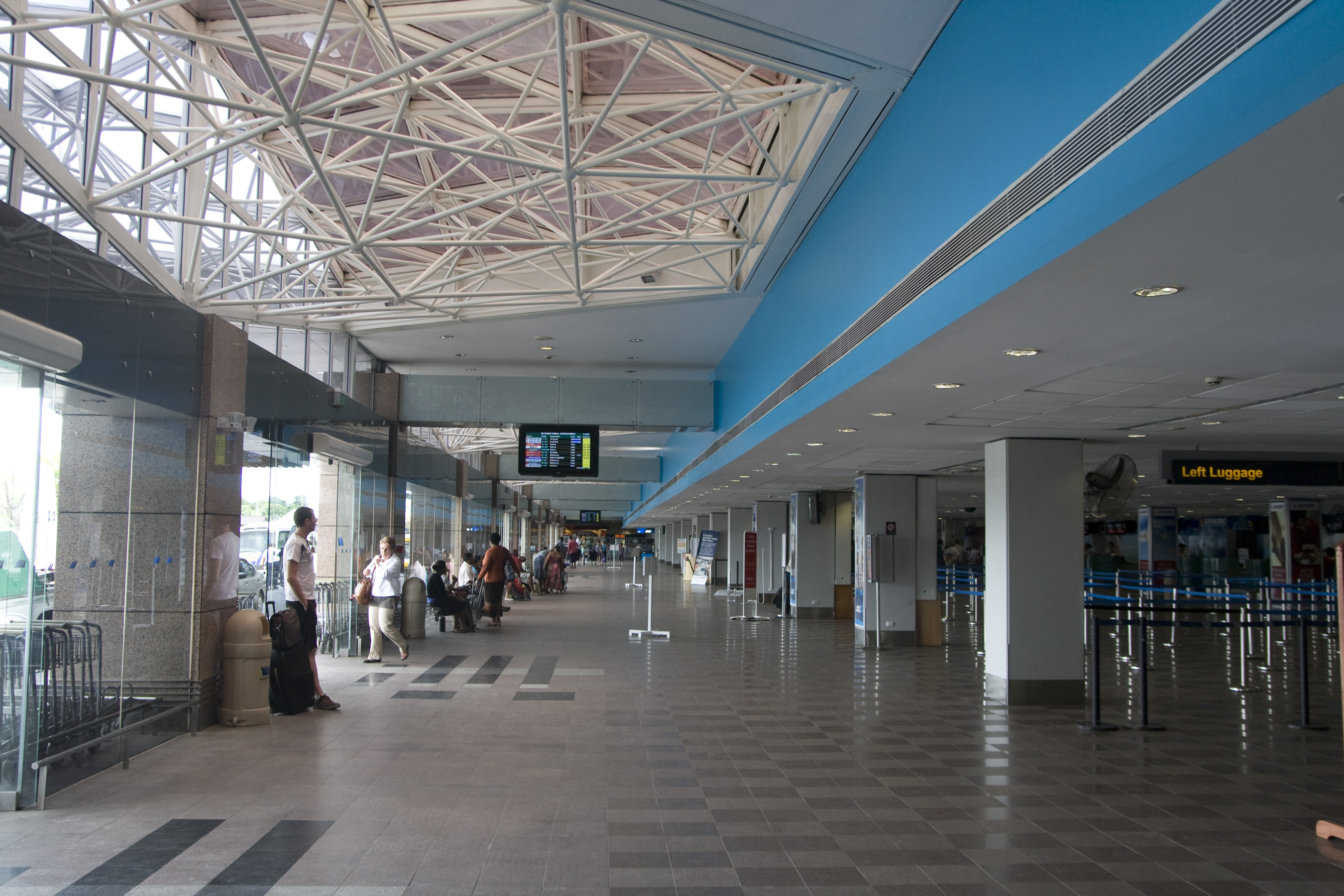
Salidas Internacionales

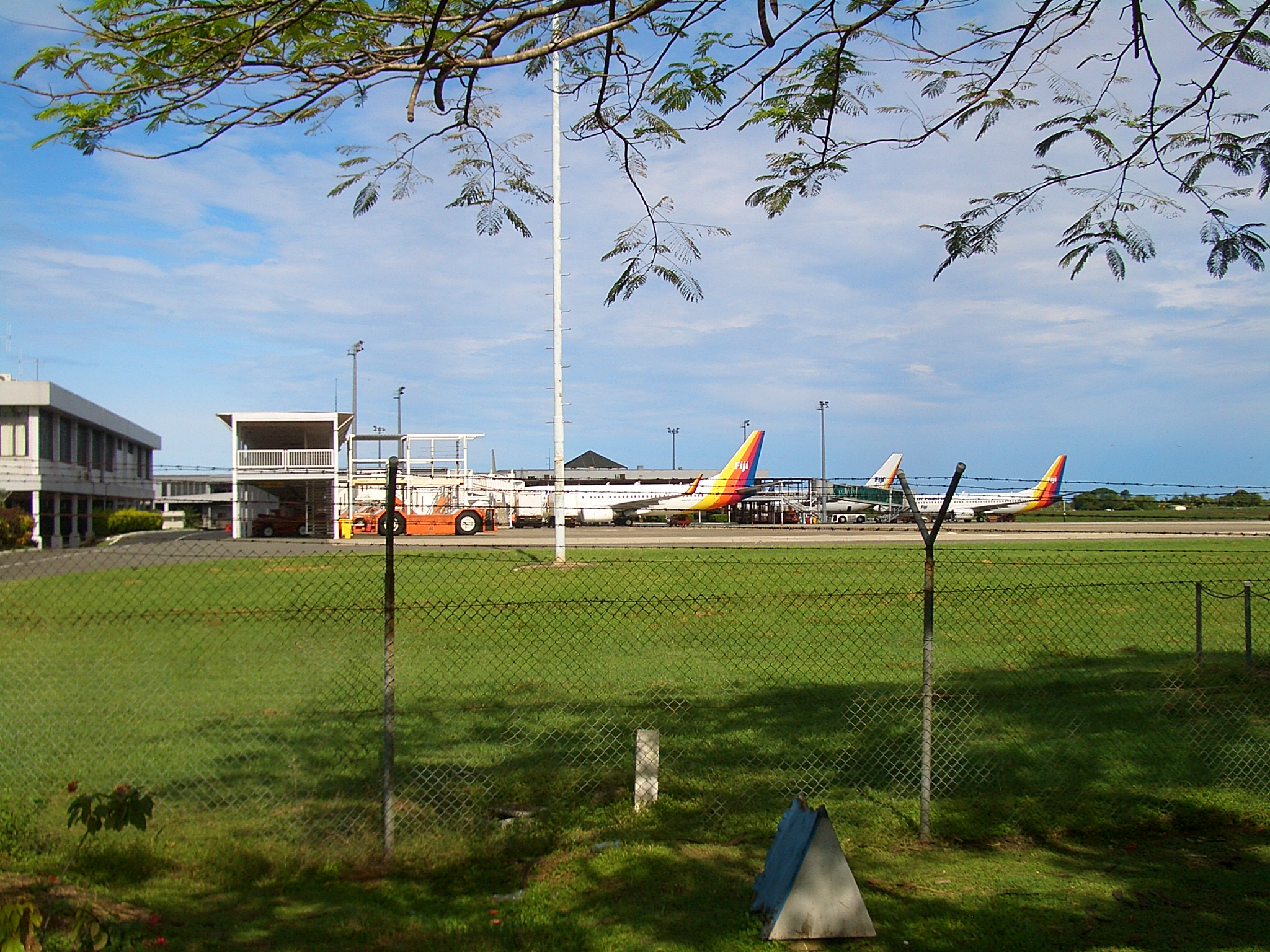
Vista lateral del aeropuerto.

### Destinos nacionales
| Aerolíneas         | Destinos                                                                   |
| ------------------ | -------------------------------------------------------------------------- |
| Fiji Link          | Kadavu, Labasa, Rotuma, Savusavu, Suva, Taveuni                            |
| Hibiscus Air       | Pacific Harbour                                                            |
| Northern Air       | Gau, Koro, Labasa, Laucala, Levuka, Moala, Rotuma, Savusavu, Suva, Taveuni |
| Pacific Island Air | Malolo Lailai, Mana Island                                                 |

### Destinos internacionales
| Ciudades por países | Nombre del aeropuerto                         | Aerolíneas                                           | Aeronaves          | Frecuencias semanales |
| Norteamérica        | Norteamérica                                  | Norteamérica                                         | Norteamérica       | Norteamérica          |
| ------------------- | --------------------------------------------- | ---------------------------------------------------- | ------------------ | --------------------- |
| Canadá              |                                               |                                                      |                    |                       |
| Vancouver           | Aeropuerto Internacional de Vancouver         | Fiji Airways                                         |                    |                       |
| Estados Unidos      |                                               |                                                      |                    |                       |
| Dallas              | Aeropuerto Internacional de Dallas-Fort Worth | Fiji Airways (Inicia 10 de diciembre de 2024)        | A350-941           |                       |
| Honolulu            | Aeropuerto Internacional de Honolulu          | Fiji Airways                                         | B737               |                       |
| Los Ángeles         | Aeropuerto Internacional de Los Ángeles       | Fiji Airways                                         | A350-941           |                       |
| San Francisco       | Aeropuerto Internacional de San Francisco     | Fiji Airways                                         | A350-941           |                       |
| Asia                |                                               |                                                      |                    |                       |
| Hong Kong           |                                               |                                                      |                    |                       |
| Hong Kong           | Aeropuerto Internacional de Hong Kong         | Fiji Airways                                         | A330ceo            |                       |
| Japón               |                                               |                                                      |                    |                       |
| Tokio               | Aeropuerto Internacional de Narita            | Fiji Airways                                         | A330-243           |                       |
| Singapur            |                                               |                                                      |                    |                       |
| Singapur            | Aeropuerto Internacional de Singapur          | Fiji Airways                                         | A330-243           |                       |
| Oceanía             |                                               |                                                      |                    |                       |
| Australia           |                                               |                                                      |                    |                       |
| Adelaida            | Aeropuerto Internacional de Adelaida          | Fiji Airways                                         | B737               |                       |
| Brisbane            | Aeropuerto Internacional de Brisbane          | Fiji Airways Virgin Australia                        | B737               |                       |
| Canberra            | Aeropuerto de Canberra                        | Fiji Airways                                         | B737               |                       |
| Melbourne           | Aeropuerto Internacional Tullamarine          | Fiji Airways Jetstar Airways Virgin Australia        | A32x B737          |                       |
| Sídney              | Aeropuerto Internacional Kingsford Smith      | Fiji Airways Jetstar Airways Qantas Virgin Australia | A32x B737-838 B737 |                       |
| Islas Salomón       |                                               |                                                      |                    |                       |
| Honiara             | Aeropuerto Internacional de Honiara           | Air Niugini Fiji Airways Solomon Airlines            | B737               |                       |
| Kiribati            |                                               |                                                      |                    |                       |
| Kiritimati          | Aeropuerto de Kiritimati                      | Fiji Airways                                         | B737               |                       |
| Tarawa              | Aeropuerto Internacional Bonriki              | Fiji Airways                                         | B737               |                       |
| Nauru               |                                               |                                                      |                    |                       |
| Nauru               | Aeropuerto Internacional de Nauru             | Nauru Airlines                                       | B737               |                       |
| Nueva Caledonia     |                                               |                                                      |                    |                       |
| Nouméa              | Aeropuerto Internacional La Tontouta          | Aircalin Fiji Airways                                | A3xx B737          |                       |
| Nueva Zelanda       |                                               |                                                      |                    |                       |
| Auckland            | Aeropuerto Internacional de Auckland          | Air New Zealand Fiji Airways                         |                    |                       |
| Christchurch        | Aeropuerto Internacional de Christchurch      | Fiji Airways                                         | B737               |                       |
| Wellington          | Aeropuerto Internacional de Wellington        | Fiji Airways                                         | B737               |                       |
| Papúa Nueva Guinea  |                                               |                                                      |                    |                       |
| Port Moresby        | Aeropuerto Internacional de Jacksons          | Air Niugini                                          |                    |                       |
| Polinesia Francesa  |                                               |                                                      |                    |                       |
| Papeete             | Aeropuerto Internacional Faa'a                | Aircalin                                             | A3xx               |                       |
| Samoa               |                                               |                                                      |                    |                       |
| Apia                | Aeropuerto Internacional Faleolo              | Fiji Airways                                         | B737               |                       |
| Tonga               |                                               |                                                      |                    |                       |
| Nukualofa           | Aeropuerto Internacional Fua'amotu            | Fiji Airways                                         |                    |                       |
| Vava'u              | Aeropuerto Internacional de Vava'u            | Fiji Airways operado por Fiji Link (Estacional)      |                    |                       |
| Tuvalu              |                                               |                                                      |                    |                       |
| Funafuti            | Aeropuerto Internacional de Funafuti          | Fiji Airways                                         |                    |                       |
| Vanuatu             |                                               |                                                      |                    |                       |
| Port Vila           | Aeropuerto Internacional Bauerfield           | Air Vanuatu Fiji Airways Solomon Airlines            |                    |                       |
| Wallis y Futuna     |                                               |                                                      |                    |                       |
| Isla Wallis         | Aeropuerto de Hihifo                          | Aircalin                                             | A3xx               |                       |